# Canadian Pacific
Canadian Pacific (Brasil: Devastando Caminhos / Portugal: A Conquista da Civilização) é um filme norte-americano de 1949, do gênero faroeste, dirigido por Edwin L. Marin e estrelado por Randolph Scott e Jane Wyatt.

## Sinopse
Tom Andrews é o topógrafo que supervisiona a construção da Ferrovia Canadian Pacific. Sua missão é limpar o terreno para aposição dos trilhos. Ele tem um duro opositor na pessoa de Dirk Rourke, o líder dos caçadores, receoso de perder o monopólio da regiãoa com a chegada da ferrovia. Ousado, Dirk consegue convencer os índígenas a se revoltar contra os brancos que trabalham para Tom.

## Elenco
| Ator/Atriz      | Personagem          |
| --------------- | ------------------- |
| Randolph Scott  | Tom Andrews         |
| Jane Wyatt      | Edith Cabot         |
| J. Carrol Naish | Dynamite Dawson     |
| Victor Jory     | Dirk Rourke         |
| Nancy Olson     | Cecille Gautier     |
| Robert Barrat   | Cornelius Van Horne |
| Walter Sande    | Mike Brannigan      |
| Don Haggerty    | Cagle               |
| Grandon Rhodes  | Doutor Mason        |
| Mary Kent       | Senhora Gautier     |
| John Parrish    | Senhor Gautier      |
| John Hamilton   | Lacombe             |
| Dick Wessel     | Bailey              |
| Howard Negley   | Mallis              |